# Brad Marchand
Bradley Kevin Marchand (ur. 11 maja 1988 w Halifaksie, Nowa Szkocja) – kanadyjski hokeista grający na pozycji napastnika w drużynie Florida Panthers w National Hockey League (NHL).

## Kariera reprezentacyjna
- Reprezentant Kanady na MŚJ U-20: 2007, 2008
- Reprezentant Kanady na MŚ: 2016
- Reprezentant Kanady w Pucharze Świata: 2016

## Sukcesy
Indywidualne
- Występ w Meczu Gwiazd NHL: 2017, 2018

Reprezentacyjne
- Złoty medal z reprezentacją Kanady na MŚJ U-20: 2007, 2008
- Złoty medal z reprezentacją Kanady na MŚ: 2016
- Złoty medal z reprezentacją Kanady w Pucharze Świata: 2016

Klubowe
- Puchar Stanleya z zespołem Boston Bruins w sezonie 2010–2011